# Aleja gen. Józefa Hallera w Gdańsku

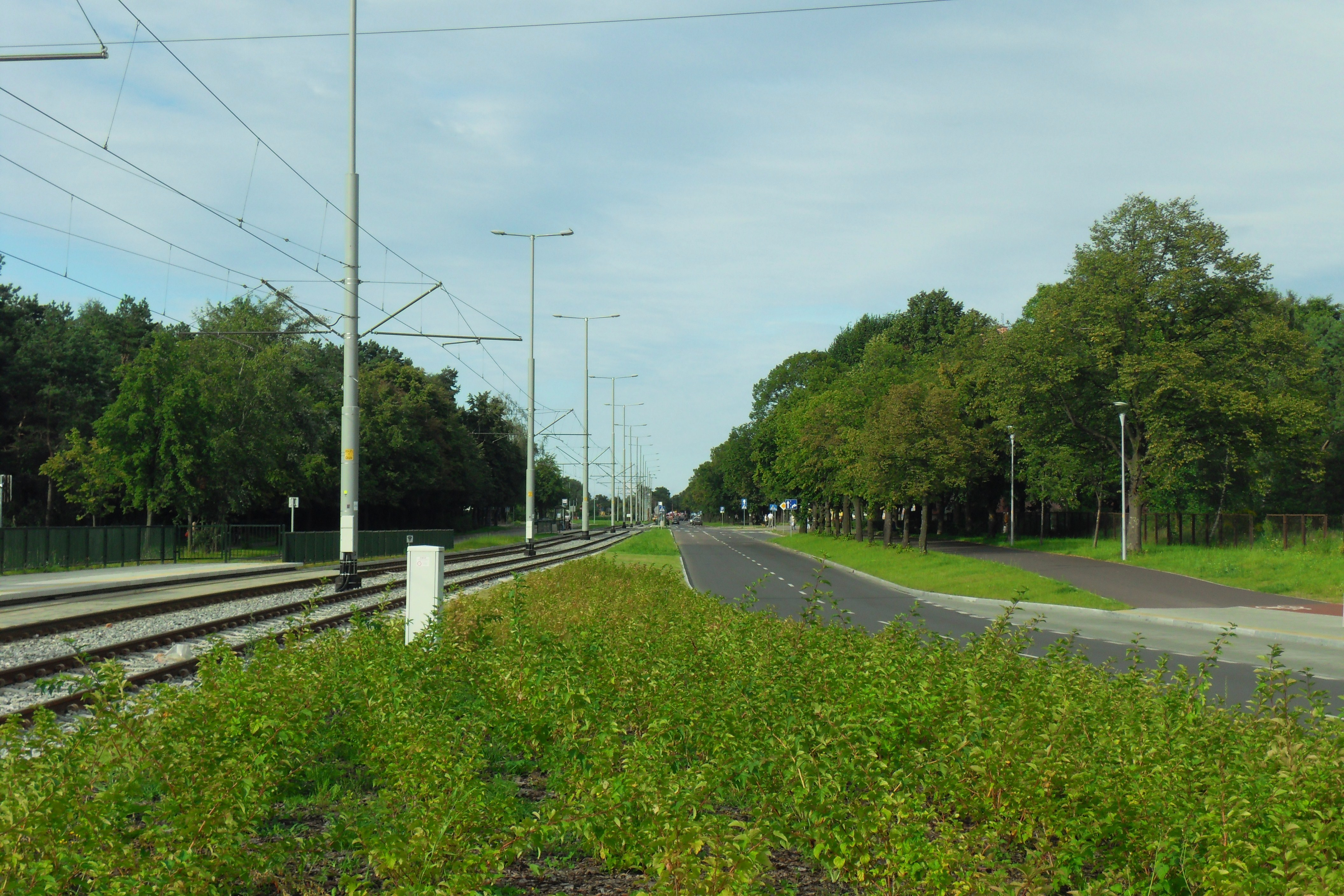
Al. Hallera w Brzeźnie

Aleja gen. Józefa Hallera – aleja w Gdańsku, biorąca początek w dzielnicy Wrzeszcz Górny. Przebiega przez Wrzeszcz Dolny i na krótkim odcinku Zaspę-Rozstaje, kończąc się nad brzegiem Zatoki Gdańskiej w Brzeźnie.

## Komunikacja
Jest jedną z głównych ulic Wrzeszcza Dolnego i Brzeźna, zapewniając im komunikację w kierunku centrum Gdańska. Aleja jest także w swoim środkowym biegu połączeniem Zaspy z Węzłem Kliniczna. Na całej długości ulicy biegnie torowisko tramwajowe, po którym kursują tramwaje linii 2, 3, 4, 5, 8.

## Obiekty
- Były Instytut Politologii Uniwersytetu Gdańskiego
- Centrum Edukacji Nauczycieli[1]
- Historyczny wiadukt z 1914 roku na linii kolejowej nr 202 i linii kolejowej nr 250
- Nieczynny cmentarz parafialny w Brzeźnie, założony na początku lat 20. XX wieku
- Oczyszczalnia ścieków Zaspa (wyłączona z eksploatacji)
- Pętla tramwajowa Brzeźno Plaża
- Pedagogiczna Biblioteka Wojewódzka im. Gdańskiej Macierzy Szkolnej w Gdańsku[2]
- Polski Rejestr Statków[3]
- Wydział Farmaceutyczny Gdańskiego Uniwersytetu Medycznego z Ogrodem Roślin Leczniczych GUMed, al. Hallera 107[4]
- Zajezdnia autobusowa Gdańskich Autobusów i Tramwajów
- Centrum Kształcenia Zawodowego i Ustawicznego nr 1[5]

## Historia
Aleję wytyczono na początku XX wieku, jako alternatywę dla istniejącego od lat 40. XIX wieku jedynego ciągu łączącego Wrzeszcz z Brzeźnem – dzisiejszych ulic Bolesława Chrobrego i Gdańskiej. Było to wynikiem ekspansji urbanizacyjnej Wrzeszcza.
W 1914 roku został zbudowany wiadukt kolejowy, przy którym kończyło się istniejące już wcześniej odgałęzienie drogi od al. Zwycięstwa. Po 1920 aleja została przedłużona od nasypu kolejowego do skrzyżowania z ul. Mickiewicza. Następny fragment, do ul. Kościuszki powstał przed 1929 r., pozostałą część alei, pomimo istniejących planów przedłużenia do Brzeźna, oddano dopiero do użytku w 1960 r. W połowie lat 20. XX wieku po stronie zachodniej, między ul. Reja a ul. Mickiewicza, powstała powtarzalna zabudowa wielorodzinna (proj. Adolf Bielefeldt). Po stronie wschodniej w 1929 roku został zbudowany modernistyczny gmach Helene-Lange-Schule (Szkoła im. Heleny Lange, obecnie Wydział Farmaceutyczny GUMed), w 1930 ciąg domów szeregowych (nr 19–105). W 1930 roku została uruchomiona linia tramwajowa na odcinku od al. Zwycięstwa do al. Legionów. Również w 1930 przy skrzyżowaniu z ul. Mickiewicza powstała kaplica NMP (Marienkapelle), pod naciskiem władz miejskich zrezygnowano z planów budowy nowoczesnego kościoła (Kreuzkirche). Zabudowa po zachodniej stronie, od ul. Mickiewicza do ul. Kościuszki (nr 90–120), powstała najprawdopodobniej podczas II wojny światowej. W latach 1940–1945 między ul. Lwowską a skrzyżowaniem ul. Chrobrego z al. Hallera były czynne dwa obozy pracy. W 1948 roku między al. Hallera a ul. Chrobrego zostało oddanych 85 drewnianych domków (tzw. domków fińskich), należących do Centrali Zbytu Produktów Przemysłu Węglowego. W latach 1951–1954 powstała zabudowa po wschodniej stronie odcinka od ul. Mickiewicza do ul. Kościuszki, jako część osiedla Roosevelta. W latach 1952–1954 w pobliżu ul. Reja został zbudowany Zespół Szkół Budownictwa Okrętowego. W 1959 roku została przedłużona linia tramwajowa od ul. Mickiewicza do tymczasowej pętli przy ogródkach Kolonii Uroda, zaś rok później przedłużono torowisko do Brzeźna. W 1978 roku powstała zajezdnia autobusowa. W latach 80. XX wieku po zachodniej stronie, w pobliżu pętli tramwajowej w Brzeźnie, powstał obiekt sportowy Morskiego Robotniczego Klubu Sportowego (nr 240; tory łucznicze i budynek klubowy), obecnie nieczynne. W latach 2008–2010 przy skrzyżowaniu z ul. Kościuszki powstał dziesięciopiętrowy budynek mieszkalny i handlowo-usługowy Fregata.
W 2020 kosztem 2,9 mln zł przeprowadzono remont ulicy i zatok postojowych na odcinkach o długości 900 m od ul. Okrzei do Mickiewicza i od Mickiewicza do Kościuszki. Rok później wyremontowano odcinek od ul. Kościuszki do Al. Płażyńskiego. W 2022 zmodernizowano odcinek od ul. Kościuszki do ul. Klinicznej. W 2023 roku planowane jest przeprowadzenie prac na dwóch odcinkach jezdni zachodniej – od ul. Wczasy do Al. Płażyńskiego i od Al. Płażyńskiego do ul. Kościuszki.

### Poprzednie nazwy
- niem. Ostseestraße (Bałtycka) do 1945
- Franklina Roosevelta od 1945 do 1953
- Karola Marksa od 1953 do 1990